# Yasuhito
Yasuhito (秩父宮雍仁親王 Chichibu-no-miya Yasuhito Shinnō?, 25 de junio de 1902-4 de enero de 1953), también conocido como príncipe Chichibu, era el segundo hijo del emperador Taishō, hermano menor del emperador Hirohito y general del Ejército Imperial Japonés. Como miembro de la Casa Imperial de Japón, fue el patrocinador de varias organizaciones deportivas, médicas e internacionales de intercambio. Antes y después de la Segunda Guerra Mundial, el príncipe anglófono y su esposa trataron de fomentar las buenas relaciones entre Japón y el Reino Unido y tuvieron una buena relación con la Familia Real Británica. Al igual que otros príncipes imperiales japoneses de su generación, fue un oficial de carrera en servicio activo en el Ejército Imperial Japonés. Como todos los miembros de la familia imperial, fue exonerado por Douglas MacArthur de los procesos penales ante el tribunal de Tokio.

## Antecedentes y familia

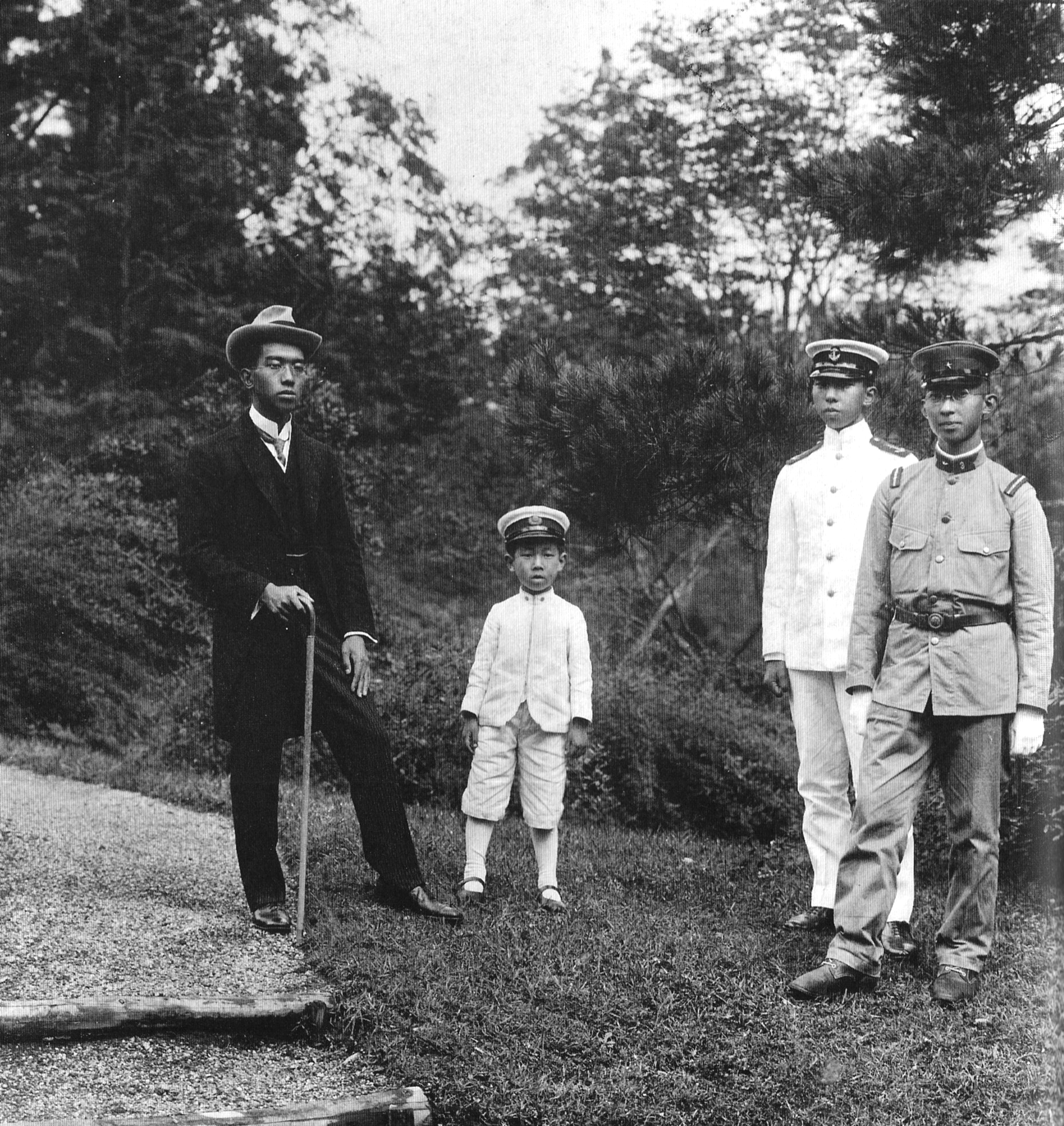
Los cuatro hijos del emperador Taishō en 1921: Hirohito, Takahito, Nobuhito y Yasuhito.

Nacido en el Palacio Independiente de Aoyama en Tokio, el segundo hijo del príncipe heredero Yoshihito (más tarde emperador Taishō) y de la princesa heredera Sadako (más tarde emperatriz Teimei), el príncipe se tituló originalmente Atsu no miya (príncipe Atsu). Él y su hermano mayor fueron separados de sus padres y confiados al cuidado de un respetado exoficial naval, el conde Sumiyoshi Kawamura y su esposa. Después de la muerte de Kawamura en 1904, los jóvenes príncipes se reunieron con sus padres en Tōgū-gosho (residencia del Príncipe Heredero) en los terrenos de la finca de Akasaka. Asistió a los departamentos de primaria y secundaria de la Escuela de Pares de Gakushuin junto con el príncipe heredero Hirohito y su hermano menor, el príncipe Nobuhito, nacido en 1905, además, un cuarto hermano, el Príncipe Takahito, nació en 1915. El Príncipe Chichibu se matriculó en la Escuela Central Militar Preparatoria en 1917 y luego en la Academia del Ejército Imperial Japonés en 1922. 
El 26 de mayo de 1922, el emperador Taishō concedió a su segundo hijo el título de Chichibu no miya y la autorización para iniciar una nueva rama de la familia imperial. En 1925, el Príncipe fue a Gran Bretaña para estudiar en el Magdalen College de Oxford. Durante su estancia en Gran Bretaña, el rey Jorge V condecoró al príncipe Chichibu con la Gran Cruz de la Real Orden Victoriana. El príncipe Chichibu tuvo una reputación como alpinista y alpinista durante su estancia en Europa. Regresó a Japón en enero de 1927 tras la muerte del emperador Taishō, que durante algún tiempo había padecido una debilitante enfermedad física y mental. Hasta el nacimiento de su sobrino el príncipe heredero Akihito en diciembre de 1933, el príncipe Chichibu era el heredero presuntivo del trono del Crisantemo. Akito asumido el título de Emperador de Japón desde 7 de enero de 1989 tras el fallecimiento de Hirohito, título que poseerá hasta 2019 tras haber decidido adjudicar.

## Matrimonio

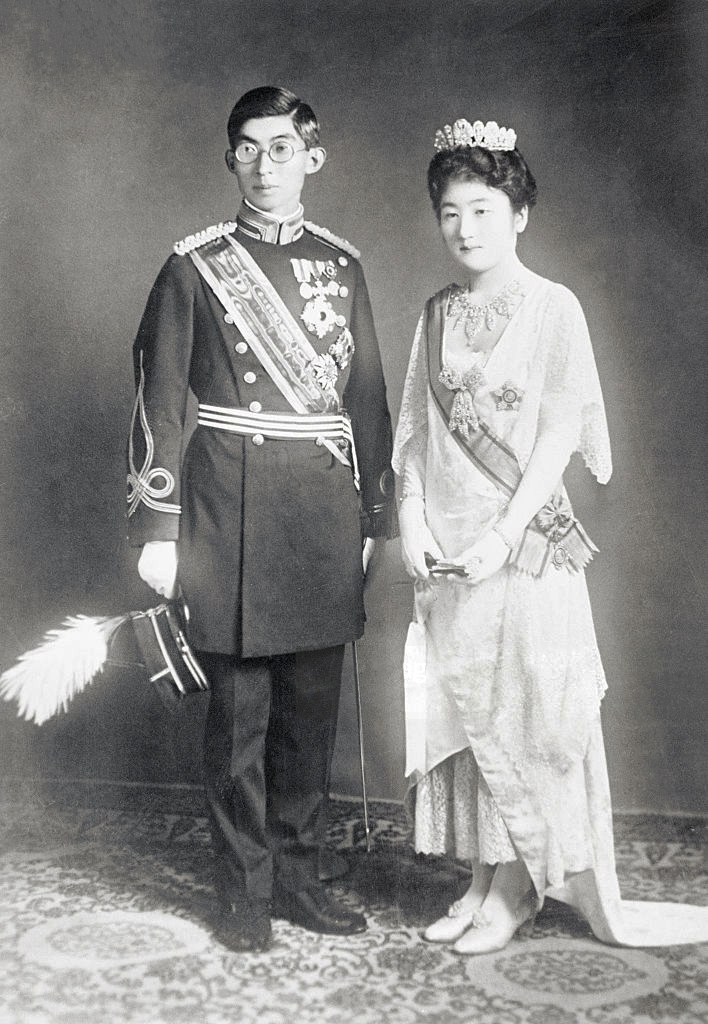
El príncipe y la princesa Chichibu del día de su boda.

El 28 de septiembre de 1928, el príncipe se casó con Matsudaira Setsuko (9 de septiembre de 1909 - 25 de agosto de 1995), hija de Matsudaira Tsuneo, embajador de Japón en los Estados Unidos y más tarde en Gran Bretaña (luego ministro de la Casa Imperial), y su esposa, la ex Nabeshima Nobuko. Aunque técnicamente nació siendo una plebeya, la nueva princesa era descendiente de la Matsudaira de Aizu, una rama de cadete del shogunato de Tokugawa. Su abuelo paterno fue Matsudaira Katamori, el último daimyō de Aizu, cuyo heredero había sido creado un vizconde en el nuevo sistema kazoku en 1884. Los Príncipes Chichibu no tuvieron hijos, ya que el único embarazo de la Princesa Chichibu terminó en un aborto espontáneo.

## Carrera militar

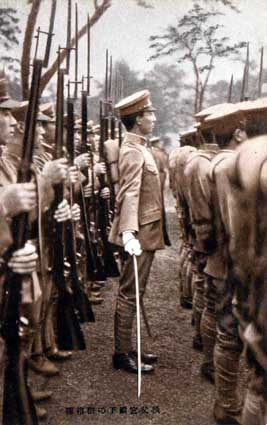

El príncipe Chichibu recibió su nombramiento como teniente segundo en la infantería en octubre de 1922 y fue asignado a la Primera División de la Guardia Imperial. Fue ascendido a teniente primero en 1925 y se convirtió en capitán en 1930 después de graduarse de la Escuela de Guerra del Ejército. Recibió un ascenso al rango de mayor y fue asignado a comandar la 31.ª División de Infantería estacionada en Hirosaki, Aomori, en agosto de 1935.
El príncipe Chichibu ha sido implicado por algunos historiadores en el fallido incidente del 26 de febrero de 1936. El papel que realmente desempeñó en ese evento sigue siendo poco claro, pero estaba claro que simpatizaba con los rebeldes y que sus sentimientos políticos estaban de acuerdo con ellos, es decir, el reemplazo del corrupto gobierno basado en partidos políticos por una dictadura militar bajo el control directo del emperador. Su simpatía por la facción de Kodoha dentro del Ejército Imperial Japonés era bien conocida en ese momento. Tras el asesinato del primer ministro Inukai Tsuyoshi en 1932, tuvo muchas discusiones violentas con su hermano, el emperador Hirohito, sobre la suspensión de la Constitución y la aplicación del régimen imperial directo.
Después del intento de golpe, el príncipe y su esposa fueron enviados a una gira por Europa Occidental que duró varios meses. Ellos representaron a Japón en la coronación del rey Jorge VI del Reino Unido e Isabel en la Abadía de Westminster en mayo de 1937 y posteriormente visitaron Suecia y los Países Bajos como invitados del rey Gustavo V y la Reina Guillermina, respectivamente. Esta gira terminó con la visita de Núremberg en Alemania por el príncipe solo. Allí asistió al mitin de Núremberg y conoció a Adolf Hitler, con quien trató de reforzar las relaciones. En el castillo de Núremberg, Hitler lanzó un ataque mordaz contra Iósif Stalin, tras el cual el príncipe dijo en privado a su ayudante de campo Masaharu Homma: «Hitler es un actor, será difícil confiar en él». Sin embargo, seguía convencido de que el futuro de Japón estaba vinculado a la Alemania nazi y en 1938 y 1939 tuvo muchas disputas con el Emperador sobre la oportunidad de unirse a una alianza militar con Alemania contra Gran Bretaña y los Estados Unidos. 
El príncipe Chichibu Yasuhito fue nombrado posteriormente comandante de batallón del 31.er Regimiento de Infantería en agosto de 1937, ascendido a teniente coronel en marzo de 1938 y a coronel en agosto de 1939. Durante la guerra, participó en operaciones de combate y fue enviado a Manchukuo antes del incidente de Nomonhan y a Nanjing después de la Masacre de Nankín. El 9 de febrero de 1939, Chichibu asistió a una conferencia sobre la guerra bacteriológica, impartida por Shirō Ishii, en el Gran Salón de Conferencias del Ministerio de Guerra en Tokio. También asistió a las demostraciones de vivisección de Ishii.
En un libro sobre el oro de Yamashita, los autores Peggy y Sterling Seagrave postularon que el príncipe Chichibu dirigió de 1937 a 1945 lo que los autores llamaron la «Operación Lirio de Oro (Kin no yuri)» por la cual los miembros de la Casa Imperial supuestamente estaban personalmente involucrados en el robo de tesoros de países invadidos por Japón durante la Segunda Guerra Mundial. Estas alegaciones son contrarias a una versión de las memorias de la Princesa Chichibu (Setsuko), según la cual el príncipe se retiró del servicio activo tras haber sido diagnosticado con tuberculosis pulmonar en junio de 1940, pasó la mayor parte de la Segunda Guerra Mundial convaleciente en su villa de Gotemba, en la prefectura de Shizuoka, en el pie oriental del monte Fuji, y nunca se recuperó realmente de su enfermedad. Fue ascendido a general de división en marzo de 1945.

## Patronaje
Después de la Segunda Guerra Mundial, el príncipe Chichibu fue jefe honorario de muchas organizaciones atléticas, y fue apodado el «Príncipe Deportivo» debido a sus esfuerzos por promover el esquí, el rugby y otros deportes. También fue presidente honorario de la Sociedad Británica Japonesa y de la Sociedad Sueca de Japón. Fue partidario del Movimiento Scout en Japón y asistió a la Cuarta Conferencia Internacional en 1926.

## Muerte
El príncipe Chichibu falleció de tuberculosis en la villa Kugenuma en Fujisawa, Kanagawa, el 4 de enero de 1953. Sus restos fueron incinerados y las cenizas enterradas en el cementerio de Toshimagaoka, Bunkyō, Tokio, el 12 de enero de 1953. 

## Honores

### Honores nacionales
- Beneficiario de los Grandes Cordones de la Orden del Crisantemo (25 de octubre de 1922).[18]

### Honores extranjeros
- Reino Unido: Gran Cruz de Caballero Honorario de la Real Orden Victoriana.[19]
- Reino Unido: receptor de la Real Cadena Victoriana.[20]